# Journées doctorales en informatique et réseaux

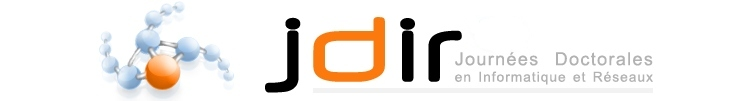
logo de la conférence

Les journées doctorales en informatique et réseaux (JDIR) est une conférence qui a lieu chaque année dans une ville française différente. Elles ont pour objectif de rassembler les jeunes chercheurs francophones en informatique et réseaux pour leur permettre de confronter leurs idées et de présenter leurs travaux.

## Thèmes de la conférences
La liste non exhaustive des thèmes de la conférence est la suivante :
- Analyse d'algorithmes
- Algorithmes sur les graphes
- Algorithmique temps réel
- Architectures parallèles et distribuées
- Modélisation de Qualité de Service et des performances
- Modélisation et simulation des systèmes
- Nouvelle génération de réseaux, protocoles et services
- Réseaux ad-hoc, de capteurs, maillés
- Réseaux économes en énergie
- Réseaux mobile et modéles de mobilité
- Réseaux optiques
- Réseaux sans fil
- Réseaux P2P
- Recherche opérationnelle et optimisation
- Routage dynamique
- Sûreté et sécurité des réseaux

## Éditions de JDIR
- JDIR'11 à Belfort
- JDIR'10 à Sophia Antipolis
- JDIR'09 à Belfort
- JDIR'08 à l'IRCICA de Villeneuve d'Ascq [Actes]
- JDIR'07 au polytecnicum de Marne La Vallée [Actes]
- JDIR'05 à l'Université Technologique de Troyes [Actes]
- JDIR'04 chez France Telecom R&D à Lannion
- JDIR'02 à LAAS à Toulouse
- JDIR'00 au LIP6 à Paris
- JDIR'99 à l'INT à Évry
- JDIR'98 à l'ENST Bretagne
- JDIR'96 à l'ENST Paris